# Atrofia muscolare spinale e bulbare
L'atrofia muscolare spinale e bulbare, o malattia di Kennedy, è una patologia neuromuscolare. Ha una larga gamma di nomi clinici:
atrofia muscolare bulbo-spinale, acronimo: SBMA (inglese: Spinal and Bulbar Muscular Atrophy), o atrofia muscolare spinobulbare; 
neuropatia bulbospinale legata al cromosoma X, o XBSN (X-linked Bulbo-Spinal Neuropathy);
atrofia muscolare spinale legata al cromosoma X di tipo 1 o SMAX 1 (X-linked Spinal Muscular Atrophy Type 1);
a volte anche atrofia muscolare spinale di tipo V o SMA 5.
È una rara forma di atrofia muscolare spinale a ereditarietà eterosomica recessiva dovuta a una mutazione nel gene che codifica per il recettore degli androgeni caratterizzata da espansione di ripetizioni di triplette CAG che codificano per la glutammina, dalle normali 9-34 ripetizioni a 36-62, causando una lenta degenerazione del bulbo encefalico e dei motoneuroni inferiori e alcuni sintomi sistemici. A differenza della classica malattia del motoneurone, la prognosi è solitamente più buona, come nelle atrofie muscolari spinali di tipo III e IV. 

## Storia
La BMSA fu descritta per la prima volta nella letteratura scientifica giapponese nel 1897 da Hiroshi Kawahara in un caso clinico che descriveva in dettaglio una forma apparente di paralisi bulbare progressiva in due fratelli. Le informazioni sul decorso clinico, sui modelli di ereditarietà legata all'X e sulle principali caratteristiche patologiche furono successivamente documentate da William R. Kennedy nel 1968.

## Epidemiologia
La prevalenza maschile della malattia è di un caso ogni 30 000 nati vivi, mentre l'incidenza è stimata in un caso annuo ogni 500 000 nati vivi. Di solito esordisce tra i 20 e i 60 anni, nella maggioranza dei casi tra i 30 e i 50.

## Clinica

### Segni neuromuscolari

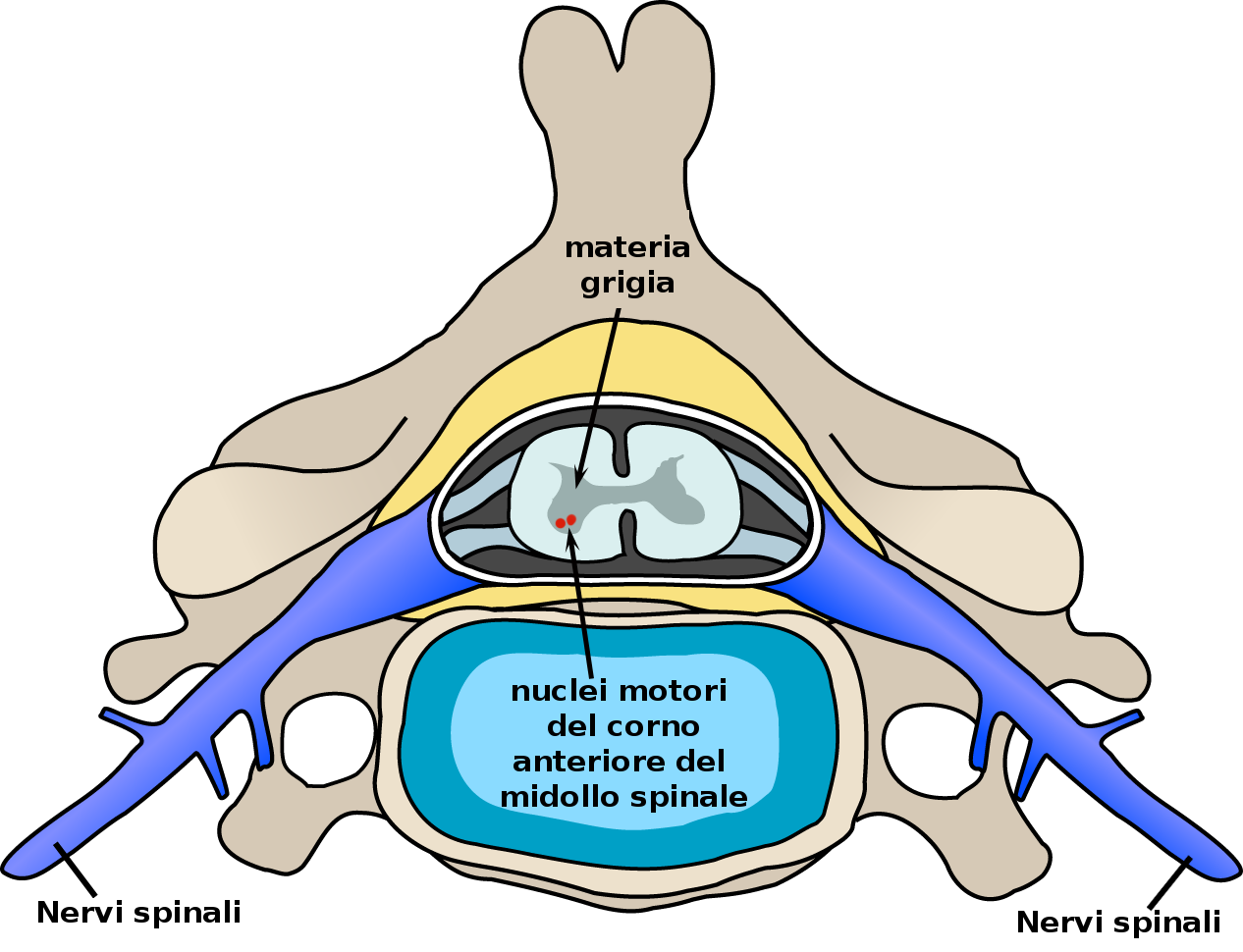
Posizione dei motoneuroni inferiori nel midollo spinale

La malattia si presenta con atrofia muscolare neurogena e ipostenia (soprattutto prossimale; di recente, è stato descritto anche un fenotipo della BSMA con predominanza distale), astenia, fascicolazioni, pseudo-mioclono, tremore, crampi, e manifestazioni neurologiche di tipo bulbare, ovvero a carico dell'apparato fonatorio (disfonia, disartria), del meccanismo della deglutizione (disfagia), dell'equilibrio e della respirazione (laringospasmo, dispnea). Possibile la presenza di neuropatia periferica sensitiva e raramente di pseudomiotonia. Il tremore è ritmico, legato al movimento, simile al tremore essenziale, i disordini del movimento comportano oscillazioni o movimenti di contrazione. Nei pazienti con SBMA, il tremore è più comune nelle mani, ma si manifesta anche nella testa, nella voce e negli arti inferiori e può essere osservato dieci anni prima della debolezza muscolare. La postura tende ad incurvarsi in avanti (come in una cifosi o una camptocormia da parkinsonismo).

### Segni non neurologici
I segni non neurologici comprendono la ginecomastia, anomalie della lingua, l'ipogonadismo, in certi casi la disfunzione erettile, contrattura di Dupuytren, l'ernia inguinale, il fegato grasso, l'insulinoresistenza, l'iperlipidemia e ipercolesterolemia; le funzionalità epatica e pancreatica (diabete mellito) vanno controllate. Occasionalmente (cosa comune invece nelle SMA), si sono osservati disturbi intestinali di costipazione.

### Aspetti rari
Il coinvolgimento cardiaco è raro, spesso dovuto all'età o a comorbilità. Solitamente sono anomalie all'elettrocardiogramma ed ecocardiogramma, di tipo aritmico, senza cardiomiopatia. In caso di evidenti anomalie nel tracciato il paziente va testato geneticamente per verificare la presenza o l'assenza della sindrome di Brugada (anomalia genetica che causa blocco di branca del sistema di conduzione del cuore con rischio di morte cardiaca improvvisa, senza intervento); se è presente un difetto genetico cardiomiotonico al paziente andrà impiantato un defibrillatore impiantabile ed eventualmente un pacemaker.

## Eziopatogenesi e trasmissione

Trasmissione recessiva dovuta al cromosoma X. I soggetti malati sono figli di madri portatrici sane o paucisintomatiche.

La BSMA è dovuta a un'espansione della tripletta CAG ripetuta (40-62 ripetizioni) nell'esone 1 del gene del recettore degli androgeni (AR) sul cromosoma Xq11-1. Nel nucleo del recettore si producono dei frammenti che si aggregano; questi aggregati causano disregolazione della trascrizione di diverse altre proteine e neurodegenerazione dei motoneuroni delle corna anteriori del midollo spinale (secondo motoneurone) e del bulbo encefalico. In assenza di un numero sufficiente di motoneuroni, la contrazione muscolare è inibita verso l'atrofia muscolare progressiva (amiotrofia). È stato ipotizzato anche un danno primario al muscolo: mentre nei soggetti normali il testosterone favorisce la crescita del muscolo, nei soggetti con SBMA esso è tossico sulle cellule satelliti (e paradossalmente appare aumentato nel sangue), causando un danno muscolare; l'AR mutato provoca anche infatti deregolazione della trascrizione genica muscolare e alterazione dello splicing dell'RNA. Studi su topi di laboratorio con geni mutati hanno talvolta identificato un coinvolgimento sia neurogeno che miogeno. Questo è stato notato anche su un gruppo di pazienti cinesi.
Le femmine eterozigoti non sono di solito sintomatiche o hanno sintomi molto lievi (come crampi), a causa del basso livello di testosterone, ma nel 50% dei casi trasmettono la mutazione (indipendentemente dalla manifestazione della malattia nei maschi). I maschi affetti non trasmettono la malattia, anche se il 100% delle loro figlie sono portatrici.

## Diagnosi

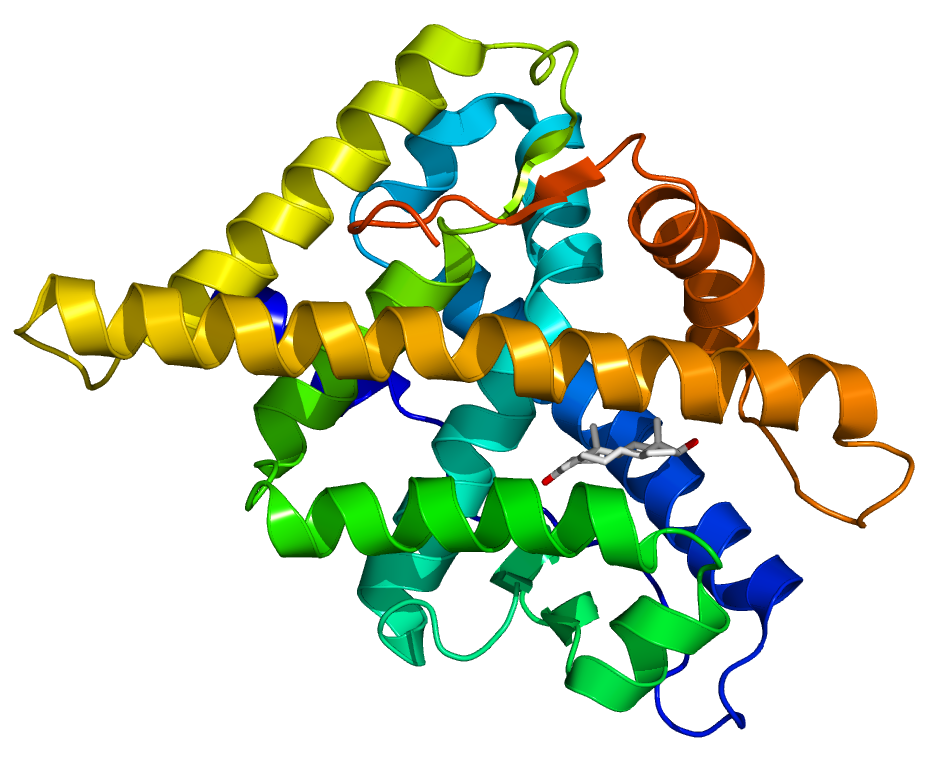
Molecola di un recettore degli androgeni

La diagnosi si basa sulla clinica, esami ormonali e di altro tipo (la CPK può essere aumentata), elettromiografia (solitamente si nota un tracciato neurogeno con denervazione e reinnervazione - come dopo neuropatia o sindrome da post-poliomielite - senza alterazioni della conduzione) e soprattutto sul test di sequenziamento del DNA, che garantisce una diagnosi certa.

### Diagnosi differenziale
La diagnosi differenziale si pone con la paraparesi spastica ereditaria, l'atassia spinocerebellare, le altre malattie dei motoneuroni (come la sclerosi laterale amiotrofica), le miopatie (specialmente la distrofia miotonica), le neuropatie, la sclerosi multipla, l'avvelenamento da piombo o da alluminio, e la spondilosi cervicale con mielopatia. Come nelle miopatie, e a differenza della SLA, i riflessi osteo-tendinei sono diminuiti o scomparsi.
A volte l'atrofia muscolare spinale (SMA) viene inclusa nel gruppo della malattia del motoneurone, ma la sindrome di Kennedy (SMA V) non è comunque una malattia primitiva del motoneurone, ma la degenerazione neuronale deriva da un problema genetico ormonale.

## Trattamento
Il trattamento comprende fisioterapia, riabilitazione, farmaci contro il tremore e i crampi muscolari (es. anticonvulsivanti, betabloccanti), la terapia ormonale o l'intervento chirurgico per la ginecomastia. Ci sono diversi farmaci testati che sembrano avere efficacia, come la prorelina (anti-testosterone), altri anti-androgeni, il clenbuterolo, le vitamine, il coenzima Q10 per la debolezza. I crampi muscolari possono rispondere a magnesio, tizanidina, baclofene, gabapentin, valproato di sodio o carbamazepina; è stato osservato un effetto benefico del chinino sui crampi muscolari, ma non è approvato in molti paesi.
Negli stadi avanzati gravi possono essere indicati l'alimentazione enterale e la ventilazione assistita.

## Prognosi
La progressione della BSMA è lenta, solo un terzo dei pazienti ricorre alla sedia a rotelle, circa 20 anni dopo la diagnosi. In uno studio su 223 pazienti giapponesi seguiti per 20 anni, solo 21 hanno infatti sviluppato paraplegia con insufficienza respiratoria e polmonite dopo 30 anni dall'esordio, quindi intorno ai 62-65 (6 di questi 21 con sintomi gravi sono sopravvissuti al periodo di studio).
La prognosi della malattia di Kennedy è di solito buona e l'aspettativa di vita è solo lievemente ridotta (se sono tenuti sotto controllo i problemi respiratori, endocrini e cardiaci, quando presenti); circa il 10 % dei pazienti può vivere circa 10 anni in meno della media, ma nella maggioranza la speranza di vita è uguale a quella della popolazione sana.